# Robert Sampson
Pour les articles homonymes, voir Sampson.
Robert Leroy Sampson est un acteur américain né le 10 mai 1933 à Los Angeles et mort le 18 janvier 2020 à Santa Barbara.

## Biographie
Sampson est né à Los Angeles, en Californie, le fils de Roy Sampson. Il a commencé sa carrière en 1954, comme apparaissant dans la série télévisée Meet Corliss Archer. Sampson a également joué dans de nombreuses émissions télévisées, notamment Gunsmoke, Mission: Impossible, Bonanza, Dr. Kildare, Voyage to the Bottom of the Sea, Green Acres, The Jeffersons et Police Story. Il est également apparu dans des films tels que Re-Animator (comme Dean Halsey), City of the Living Dead, Mr. Ricco, The Dark Side of the Moon, Robot Jox, The Sky's the Limit, Look in Any Window et Mad Dog.  Coll.
Plus tard dans sa carrière, Sampson a joué dans le film The Restless Ones, dans lequel il était à Minneapolis, Minnesota. Il a également joué dans la série télévisée CBS Bridget Loves Bernie, où Sampson a joué le rôle du prêtre-frère de Bridget Steinberg, le père Mike Fitzgerald, dans lequel le personnage de Bridget Steinberg est joué par Meredith Baxter. Sampson a également joué le rôle récurrent du shérif Turk Tobias dans la série télévisée de feuilletons Falcon Crest. Il était également un ami de l'acteur Paul Trinka.
Sampson est décédé en janvier 2020 à Santa Barbara, en Californie, à l'âge de 86 ans.

## Filmographie
- 1960 : Strangers When We Meet : Bucky
- 1961 : Look in Any Window : Lindstrom
- 1962 : The Broken Land : Dave Dunson
- 1962 : Hero's Island : Enoch Gates
- 1964 : Ethan
- 1964 : Della
- 1965 : The Restless Ones : Mr. Winton
- 1968 : Accroche toi Peter (For Pete's Sake) : Gas Station Attendant
- 1968 : Braddock (TV) : Policeman
- 1969 : Le Miroir de la mort (Fear No Evil) (TV)
- 1970 : Lassie: Well of Love (TV) : Tom Wade
- 1970 : Zigzag : Burt Stennis
- 1971 : Ethan
- 1971 : The Priest Killer (TV) : Father Dennis McMurtry
- 1972 : Wednesday Night Out (TV)
- 1974 : Thursday's Game (TV) : Dave
- 1975 : The Sky's the Limit : Two
- 1975 : Mr. Ricco de Paul Bogart : Justin
- 1975 : Shell Game (TV) : Stephen Castle
- 1976 : L'Affaire Lindbergh (The Lindbergh Kidnapping Case) (TV) : John Curtis
- 1976 : The Dark Side of Innocence (TV) : Jason Hancock
- 1976 : Kingston (TV) : Sam Trowbridge
- 1977 : In the Glitter Palace (TV) : Harry Brittenham
- 1978 : The Ghost of Thomas Kempe (TV)
- 1978 : The Grass Is Always Greener Over the Septic Tank (TV) : Lester Wentworth
- 1980 : Frayeurs (Paura nella città dei morti viventi) : Sheriff Russell
- 1981 : Jacqueline Susann's Valley of the Dolls (TV) : Charles Golden
- 1981 : Falcon Crest (« Falcon Crest ») (série TV) : Sheriff Turk Tobias (1981-1982)
- 1982 : Capitol (« Capitol ») (série TV) : Samuel Clegg II #1 (1982) (original cast)
- 1984 : The Jerk, Too (TV) : Van Buren
- 1985 : Re-Animator : Dean Alan Halsey
- 1988 : Les Indifférents (Gli indifferenti) (feuilleton TV)
- 1988 : La délivrance (Go toward the light) (TV) : Bishop Sawyer
- 1990 : Parasite (The Dark Side of the Moon) : Flynn Harding
- 1990 : Double Revenge : Ted McCray
- 1990 : The Arrival : Max Page
- 1990 : Robot Jox : Commisioner Jameson (sic)
- 1990 : Poker d'amour à Las Vegas (« Lucky/Chances ») (feuilleton TV) : Fred Lester
- 1990 : Haute corruption : Le capitaine Davis
- 1991 : False Arrest (TV) : Pat Redmond
- 1992 : Netherworld : Noah Thornton
- 1993 : Indecent Behavior : Councilman Reiner
- 2003 : In the Name of Justice : Richard addi

## Télévision
- 1954 : Meet Corliss Archer : Rôle inconnu
- 1955 : Gunsmoke : Rôle inconnu
- 1959 : Bonanza : Rôle inconnu
- 1961 : Le Jeune Docteur Kildare : Rôle inconnu
- 1963 : Au-delà du réel : Rôle inconnu
- 1964 : Voyage au fond des mers : Rôle inconnu
- 1965 : Les Arpents verts : Rôle inconnu
- 1966 : Star Trek : Rôle inconnu
- 1966 : Mission impossible : Rôle inconnu
- 1972 : Bridget Loves Bernie : Père Michael Fitzgerald
- 1973 : Police Story : Rôle inconnu
- 1975 : The Jeffersons : Rôle inconnu
- 1975 : Wonder Woman : Rôle inconnu
- 1988 : Richmond Hill : Rôle inconnu